# Ягдташ
Ягдташ (нім. Jagdtasche — мисливська сумка) — сумка для носіння убитої дичини і необхідних для полювання припасів і пристосувань.
Ягдташ, як правило, складається з шкіряної або парусинової сумки, з одним або кількома відділеннями, і сітки. До зовнішньої сторони сумки прилаштовуються ремінці (іноді закінчуються колечками), щоб приторочувати дичину. Для короткочасних полювань найзручніші так звані американські ягдташі, що складаються з однієї довгастої круглої сітки. Ягдташ носиться на ремені через плече.